# François-Louis Magallon
Pour les articles homonymes, voir Magallon.
François-Louis Magallon, comte de la Morlière, est né le 27 octobre 1754 à L'Isle-Adam (actuel Val-d'Oise) et mort le 30 décembre 1825 à Passy (actuel seizième arrondissement de Paris). Il a été général et gouverneur de l'Île de La Réunion.

## Biographie

### Premières années
François-Louis Magallon est le fils d'une famille de l'aristocratie militaire, son père était en effet maréchal des camps et armées du Roi. Issu du quartier de Nogent à L'Isle-Adam, terre des princes de Conti, il est le filleul de Louis-François de Bourbon-Conti, prince de Conti de 1727 à 1776. Son éducation est faite par les Joséphites de L'Isle-Adam jusqu'à ses quatorze ans, âge auquel il quitte, définitivement, cette ville. Il entre dans l'armée en 1769 et en gravit progressivement les échelons. Lorsque éclate la Révolution, il est capitaine.

### Général de la Révolution et gouverneur colonial
Il est nommé adjudant-général chef de brigade le 13 mai 1793. Remarqué par Hoche, il est promu général de brigade le 6 janvier 1795, général de division le 4 février suivant. Il sert en Normandie puis sur les côtes bretonnes et normandes de la jeune République. Il est envoyé par la Comité de salut public sur l'île de France (actuelle Ile Maurice) et l'île Bourbon (actuelle île de la Réunion). Sa mission est, outre de protéger les territoires des Anglais et de piller leurs navires le cas échéant, de faire appliquer la législation sur l'abolition de l'esclavage dans les colonies, malgré l'opposition de la population blanche de ces îles. Pour ce faire, il est accompagné de deux commissaires du gouvernement. Il expulse cependant ces derniers des îles.
Louis-François Magallon reste douze ans dans l'océan indien et y rencontre et épouse sa femme en 1797. Elle meurt avant son rappel en France en lui ayant donné trois enfants (dont Louise-Blanche qui épousera Louis-Charles-Marie de Vincent (1792-1872)). Après avoir été gouverneur de l'île de France de 1800 à 1803, période pendant laquelle il reçoit la visite de l'expédition Baudin et participe à la scission d'une partie de ses membres, il est gouverneur par intérim de l'île Bourbon de 1803 à 1805 alors que celle-ci est de plus en plus subordonnée à l'île de France. L'île devient sous son gouvernement un lieu de production agricole à destination de sa voisine. Sous son gouvernement est introduit en 1803 le vaccin anti-variolique dans la population locale, alors que l'esclavage est rétabli par le code napoléonien. Il doit également composer avec la guerre franco-anglaise dans l'océan indien.
Dans son Voyage dans les quatre principales îles des mers d'Afrique, Jean-Baptiste Bory de Saint-Vincent (1778-1846) affirme que « son nom en imposait aux Anglais », étant le « digne fils » d'un grand homme de guerre. D'après le naturaliste, « porté de toute son ame pour le bien public, sa moralité promettait aux colons un appui contre toutes les oppressions ». De fait, aussitôt qu'il apprit l'accession de Bonaparte au pouvoir, il prit sur l'assemblée coloniale constituée au début de la Révolution française « un grand ascendant au moyen duquel il tranquillisa tout le monde ».

### Retour en métropole
De retour en France, il est fait chevalier de l'Empire par lettre patente du 14 février 1810. il commande la même division militaire que son père avait commandé et prend sa retraite à Passy, où il décède en 1825. Sa tombe indique François Louis Magallon de la Morlière, lieutenant-général, Commandeur des ordres du roi, de la Légion d'honneur, du Lion Belgique, Chevalier de Saint-Louis. À L'Isle-Adam, une salle d'exposition porte son nom.

## Armoiries
| Image | Armoiries |
| ----- | --- |
|       | Armes du chevalier Magallon et de l'Empire Tiercé en fasce : d'azur à deux chevrons versés alaisés et entrelacés d'or ; de gueules au signe des chevaliers ; et fascé d'or et de sable de six pièces. |